# 공주 이귀의 묘
공주 이귀의 묘(公州 李貴의 墓)는 대한민국 충청남도 공주시 이인면 만수리에 있는 조선시대의 이귀의 묘이다. 2010년 12월 30일 충청남도의 기념물 제183호로 지정되었다.

## 개요
<공주 이귀의 묘>는 매장형태는 부인 인동장씨와 합장묘이고, 분묘의 수량은 단분(單墳)이며, 봉분의 외형은 원분(圓墳)이다. 봉분에는 타원 모양의 지대석을 놓고 그 위에 장대석으로 호석을 둘렀으며 묘역은 계체석(階砌石)으로 계절과 배계절로 나뉘어 있다. 계절에는 묘소와 묘표석, 혼유석, 상석이 있고, 배계절에는 상석 바로 앞 좌우에 동자상 1쌍이 있다. 향로석 및 좌우에 1쌍의 문인석과 망주석이 있다.
<공주 이귀의 묘>는 조성형태가 조성당시의 정형성을 보여 주고 있고, 석물도 조성시기가 분명하여 시대 양식을 잘 보여주고 있어 역사적 가가치가 높다.

## 참고 문헌
- 공주 이귀의 묘 - 국가유산청 국가유산포털